# Grundhof
Grundhof település Németországban, Schleswig-Holstein tartományban. Lakosainak száma 908 fő (2023. december 31.). Grundhof Langballig, Dollerup, Sörup és Husby községekkel határos.

## Népesség
A település népességének változása:
| Lakosok száma | 861  | 859  | 894  | 906  | 907  | 908  |
|               | 1975 | 2017 | 2019 | 2021 | 2022 | 2023 |